# Scaptomyza retusa
Scaptomyza retusa är en tvåvingeart som beskrevs av Hardy 1965. Scaptomyza retusa ingår i släktet Scaptomyza och familjen daggflugor. Inga underarter finns listade i Catalogue of Life.